# Pulsellum teres
Pulsellum teres är en blötdjursart som först beskrevs av John Gwyn Jeffreys 1883.  Pulsellum teres ingår i släktet Pulsellum och familjen Pulsellidae. Inga underarter finns listade i Catalogue of Life.